# Hatfield Chase
Hatfield Chase est une zone de basses terres située dans le Yorkshire du Sud et le Lincolnshire du Nord en Angleterre, qui a été souvent inondée. C'était un terrain de chasse royal jusqu'à ce que le roi Charles I demande à l'ingénieur hollandais Cornelius Vermuyden de le drainer en 1626.
Hatfield Chase se trouve à la convergence de trois rivière, le Don, le Torne, et l'Idle. La plus grande partie de la zone, à part l'île d'Axholme, se trouve à 3 m en-dessous du niveau de la mer.
Hatfield Chase est devenu dans les années 1970 une zone de loisirs, de sports nautiques, de camping et de pêche

## Galerie

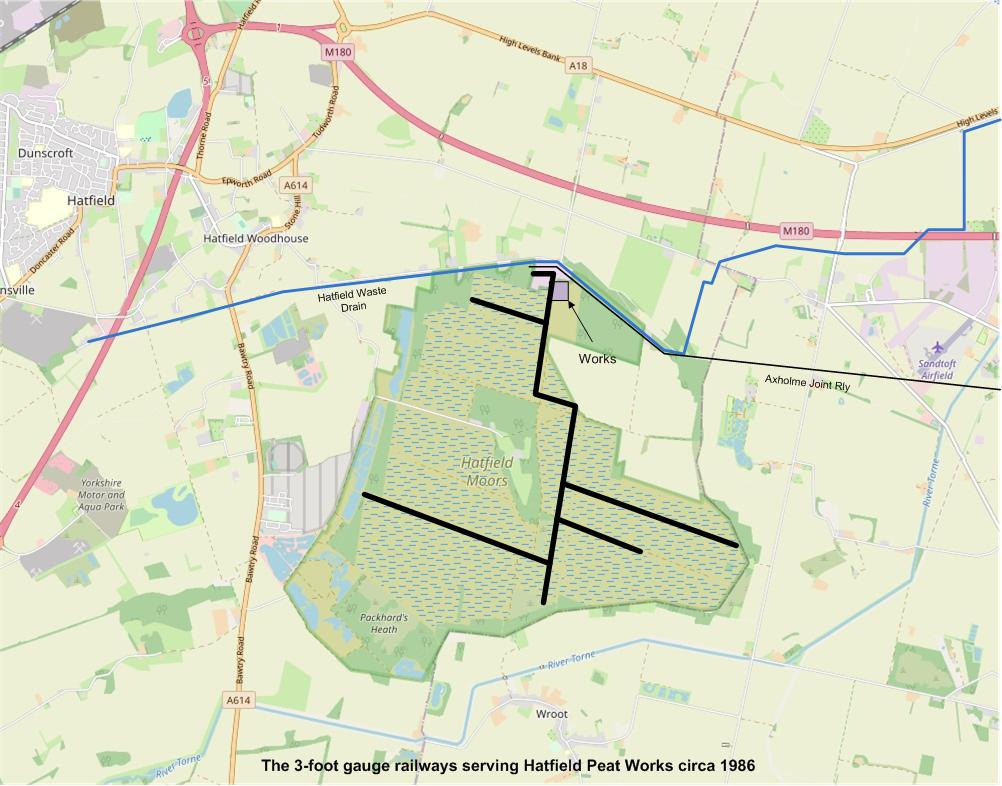
Plan d'Hatfield Chase
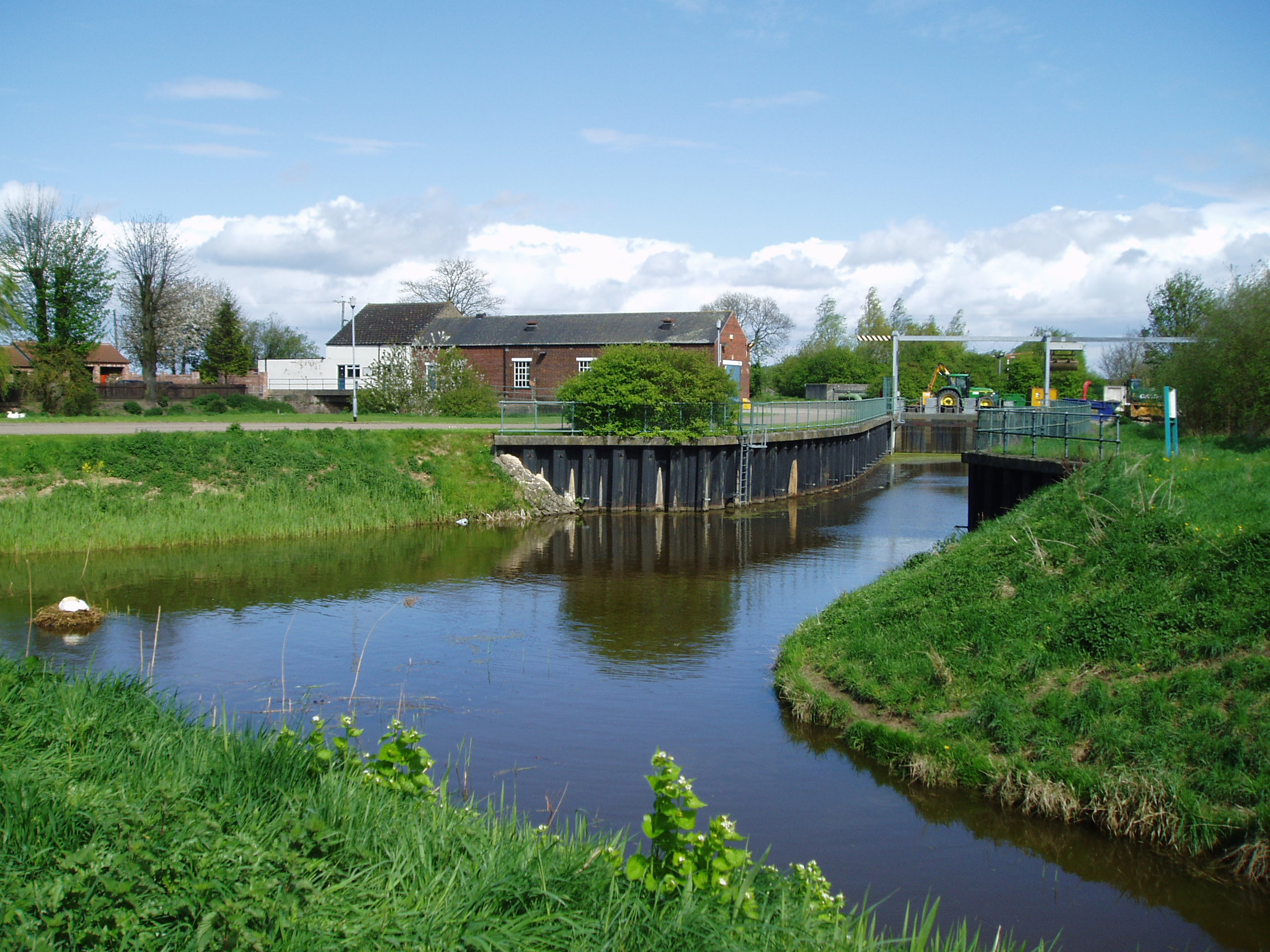
Station de pompage